# Liz Kosack
Elizabeth „Liz“ Kosack (* 1983) ist eine amerikanische Keyboarderin und Grafikerin.

## Wirken
Kosack wuchs im US-Bundesstaat Maine auf. Zwischen 2002 und 2006 absolvierte sie ein Jazzpiano-Studium an der William Paterson University in New Jersey; dann lebte sie in Brooklyn. 2013 zog sie nach Berlin, wo sie am Jazz-Institut Berlin im Masterstudiengang Komposition bei John Hollenbeck und Greg Cohen studierte.
Beim Auftritt auf der Bühne trägt Kosack immer selbstgefertigte Gesichtsmasken. Im Trio Vax (mit Saxophonist Patrick Breiner und Schlagzeuger Devin Gray) legte sie 2013 eine LP vor. Mit Anna Webber und Nathaniel Morgan bzw. Brad Henkel trat sie in Wahrchester / The Hero of Warchester auf. Sie spielte im Duo RRR mit Dan Peter Sundland, das um Steve Heather erweitert auch als Y konzertiert. Mit Christian Tschuggnall trat sie zudem im Duo Sunrise Over a Dystopic Future City auf. Wie auch Max Andrzejewski, Brad Henkel, Simon Kanzler, Dora Osterloh, Elias Stemeseder oder Laura Winkler gehört sie zum Kollektiv KIM (Komponierte und Improvisierte Musik), mit dem sie 2018 beim JazzFest Berlin ein Konzert gab. Mit MEOW! (mit Jim Black, Cansu Tanrıkulu, Dan Peter Sundland) trat sie 2019 beim Jazzfestival Saalfelden auf. Auch ist sie auf Alben von Orter Eparg, Tilo Weber, Pascal Niggenkemper, Joachim Badenhorsts Carate Urio Orchestra, Nick Dunston (Skultura) und Lea W. Frey zu hören.
2019 wurde Kosack mit dem SWR-Jazzpreis ausgezeichnet.

## Diskographische Hinweise
- Tilo Weber Animate Repose (shoebill music 2016, mit Oliver Potratz, Beat Keller, Lucas Leidinger sowie Otis Sandsjö, Clara Haberkamp)
- Lea W. Frey Plateaus (yellowbird/enja 2017), mit Peter Meyer, Bernd Meyer, Andi Haberl[6]
- Kern & Kosack: Poles and Pulse (Trouble in the East 2020, mit Edith Steyer, Matthias Müller, Yorgos Dimitriadis)
- Farida Amadou, Liz Kosack, Dag Magnus Narvesen: Circuit (Pattern Dissection 2021)
- Das Kondensat: Andere Planeten, mit Gebhard Ullmann, Oliver Potratz, Eric Schaefer (WhyPlayJazz, 2023)[7]
- Liz Kosack, Dan Peter Sundland & Steve Heather: Four Star Y (2024)